# Pyrausta terminalis
Pyrausta terminalis là một loài bướm đêm trong họ Crambidae.